# Müllerhütte
De Müllerhütte (Italiaans: Rifugio Cima Libera) is een berghut in de Stubaier Alpen in de Italiaanse provincie Zuid-Tirol, vlak bij de grens met het Oostenrijkse Tirol. De berghut ligt op een hoogte van 3145 meter. Het is een van de vijf hutten in de Oostelijke Alpen die alleen over gletsjers te bereiken zijn. Transport naar de hut toe vindt plaats te voet of per helikopter.
De berghut is eigendom van de sectie Bozen van de Clup Alpino Italiano (CAI). De hut is te bereiken vanuit het Passeiertal (7 uur, vanuit Schönau), het Ridnauntal (7 uur), vanaf Ridnaun-Maiern (1566 meter) en het Stubaital (5 uur, over de Grawaalm). Ook kan de hut worden bereikt door met de kabelbaan naar de Dresdner Hütte te gaan om vervolgens in 3½ uur naar de Müllerhütte te lopen.
Vanuit de hut worden omliggende bergtoppen beklommen. De belangrijkste zijn de Zuckerhütl (3508 m), de Sonklarspitze (3467 m), de Wilde Pfaff (3458 m) en de Wilde Freiger (3418 m). Ook is het mogelijk om vanuit de hut een tocht naar een van de omliggende hutten, te weten het Becherhaus, de Teplitzer Hütte, de Sulzenauhütte, de Nürnberger Hütte, de Hildesheimer Hütte, de Siegerlandhütte, de Schneeberghütte of de Magdeburger Hütte, te maken.
De hut is vernoemd naar de man die in 1891 als eerste hier een berghut bouwde naar eigen ontwerp, de uit Teplitz afkomstige professor Carl Müller. In 1894 ging de hut over naar de sectie Teplitz van de Deutsche und Österreichische Alpenverein (DuÖAV). Deze bouwde vlakbij een nieuwe hut, die in 1909 werd geopend. In 1911 kocht Th. Grohmann de schuldenlijdende hut op en voerde in 1917 de naam Kaiser-Franz-Schutzhaus in, die echter nooit ingeburgerd raakte. Nadat Zuid-Tirol bij Italië werd gevoegd, werd de CAI in 1923 eigenaar van de hut. Hierna raakte de hut in verval. Pas ver na de Tweede Wereldoorlog werd de hut weer veelvuldig geëxploiteerd en in 1991/92 volgde een algehele renovatie.